# Gribnoje (przystanek kolejowy)
Gribnoje (ros. Грибное) – przystanek kolejowy przy osiedlu dacz, w rejonie kirowskim, w obwodzie leningradzkim, w Rosji. Położony jest na linii Mga – Kirowsk.